# Asplenium caripense
Asplenium caripense là một loài thực vật có mạch trong họ Aspleniaceae. Loài này được E. Fourn. miêu tả khoa học đầu tiên năm 1872.